# Kap der drei Spitzen
Das Kap der drei Spitzen (englisch Cape Three Points) liegt im heutigen Ghana zwischen Akwidaa und Prince’s Town und bildet den südlichsten Punkt des Landes (4° 30' nördlich des Äquators). Das Kap wurde von portugiesischen Seeleuten entdeckt und Cabo de Tres Puntas benannt.
Um 1700 war das Kap eines der Gebiete an der Goldküste mit den meisten Niederlassungen. Die berühmteste war die brandenburgisch-preußische „Kolonie“ Groß Friedrichsburg, die 1683 gegründet wurde. Die Festung gehört heute zum Weltkulturerbe. Nachbarn waren zum einen die Niederländer mit den Niederlassungen in Axim, Butry (Fort Batensteyn) und Sekondi und zum anderen die englische bzw. britische Besitzung Dixcove.